# Simon Beaufoy
Simon Beaufoy, född 1967 i Keighley, West Yorkshire, England, är en brittisk manusförfattare. Han utbildade sig på Malsis School i Cross Hills Ermysted's Grammar School och Sedbergh School, Sedbergh. Beaufoy studerade engelska på St Peter's College, Oxford och tog examen vid the Arts Institute at Bournemouth. 2009 vann han en Oscar för bästa manus efter förlaga för filmen Slumdog Millionaire. Han har också vunnit en Golden Globe och en BAFTA.

## Filmografi i urval
- Yellow (1996)
- Allt eller inget (1997)
- Among Giants (1998)
- Closer (1998)
- The Darkest Light (1999)
- This is Not a Love Song (2001)
- Blow Dry (2001)
- Yasmin (2004)
- Miss Pettigrew Lives for a Day (2008)
- Burn Up (2008) (miniserie)
- Slumdog Millionaire (2008)
- 127 timmar (2010)
- Laxfiske i Jemen (2011)
- The Hunger Games: Catching Fire (2013)